# ネガトロン (アルバム)
『ネガトロン』（Negatron）は、カナダのヘヴィメタル・バンド、ヴォイヴォドが1995年に発表した8作目のスタジオ・アルバム。

## 解説
新ボーカリスト/ベーシストのエリック・フォレストを迎えて制作されたアルバムで、バンドは事前にコンセプトを作らず、スタジオにおいてジャムを重ねて曲作りをした。バンドは既にMCAレコード/メカニック・レコードとの契約を失っており、本作よりヒプノティック・レコードに移籍した。
Greg Pratoはオールミュージックにおいて5点満点中2.5点を付け「フォレストのボーカルのスタイルは、デスメタルでよく聴かれるグロウルに近い」「ヴォイヴォドが自分達をストレート・アヘッドなメタル・バンドに改革し、彼らのプログレッシブな側面を避けることにしたのは残念だ」と評している。

## 収録曲
全曲とも作曲はヴォイヴォドによる。10.は日本盤及びヨーロッパ盤のボーナス・トラック、12.と13.は日本盤ボーナス・トラックである。
1. インセクト "Insect" – 5:41
  - 作詞：エリック・フォレスト、ミシェル・ランジュヴァン
2. プロジェクト X "Project X" – 4:49
  - 作詞：エリック・フォレスト、ミシェル・ランジュヴァン
3. ナノマン "Nanoman" – 5:10
  - 作詞：ミシェル・ランジュヴァン、Ivan Doroschuk
4. リアリティ? "Reality?" – 4:22
  - 作詞：エリック・フォレスト、ミシェル・ランジュヴァン
5. ネガトロン "Negatron" – 7:06
  - 作詞：ミシェル・ランジュヴァン、Kiisti Matsuo
6. プラネット・ヘル "Planet Hell" – 4:33
  - 作詞：エリック・フォレスト、ミシェル・ランジュヴァン
7. 流星 "Meteor" – 4:14
  - 作詞：エリック・フォレスト、ミシェル・ランジュヴァン
8. 宇宙的陰謀 "Cosmic Conspiracy" – 6:09
  - 作詞：エリック・フォレスト、ミシェル・ランジュヴァン
9. バイオTV "Bio-TV" – 4:54
  - 作詞：エリック・フォレスト、ミシェル・ランジュヴァン
10. ドリフト "Drift" – 5:41
  - 作詞：エリック・フォレスト、ミシェル・ランジュヴァン
11. D.N.A. "D.N.A. (Don't No Anything)" – 4:39
  - 作詞：Jim G. Thirlwell
12. 渦 "Vortex" – 4:39
  - 作詞：エリック・フォレスト、ミシェル・ランジュヴァン
13. 腐食 "Erosion" – 4:32
  - 作詞：エリック・フォレスト、ミシェル・ランジュヴァン

## 参加ミュージシャン
- エリック・フォレスト - ボーカル、ベース
- ピギー（デニス・ダムール） - ギター
- アウェイ（ミシェル・ランジュヴァン） - ドラムス

アディショナル・ミュージシャン
- JG Thirlwell - ボーカル(on "D.N.A. (Don't No Anything)")